# ジャック・E・スティール
ジャック・E・スティール（Jack_E._Steele, 1924年1月27日 -  2009年1月19日）は、アメリカの医師、空軍軍人。
最終階級は空軍大佐。
生体工学（バイオニクス、bionics）の造語で知られる。

## 生涯
イリノイ州ラコン出身。イリノイ大学、イリノイ工科大学で工学を専攻。陸軍入営を経て、ミネソタ大学Pre-Med（医学予科、メディカルスクール進学課程）修了、ノースウェスタン大学メディカルスクール卒業。
1951年、精神科と神経科の病棟士官（Ward Officer）として空軍入営。
1971年、退役。退役後は精神科の医師として薬物依存症の治療に取り組んだ。
2009年1月19日、オハイオ州デイトンにて没す。